# El cas Winslow
El cas Winslow (original en anglès The Winslow Boy) és una pel·lícula dramàtica del 1999 dirigida per David Mamet i protagonitzada per Nigel Hawthorne, Rebecca Pidgeon, Jeremy Northam and Gemma Jones. Ambientada a Londres abans de la Primera Guerra Mundial, mostra una família defensant l'honor del seu fill més jove a tot preu. El guió fou adaptat per Mamet basat en la peça dramàtica de Terence Rattigan The Winslow Boy.
Fou exhibida a la secció Un Certain Regard del 52è Festival Internacional de Cinema de Canes. Ha estat traduïda al català i emesa per TV3 el 29 d'abril de 2009.

## Argument
És Nadal de 1911 i Arthur Winslow, un banquer londinenc, prepara un sopar per segellar el compromís entre la seva filla Catherine, partidària de la causa del sufragi femení i el capità John Watherstone. La família i els convidats ultimen el proper matrimoni quan Arthur descobreix que el seu fill petit Ronnie, un cadet de 13 anys del Royal Naval College, Osborne, és inesperatment a casa. Ronnie ha estat acusat del robatori d'una ordre postal. Una investigació interna, realitzada sense previ avís a la seva família i sense benefici de representació, el troba culpable i el senyor Winslow és "sol·licitat que retiri" el seu fill de la universitat (fórmula del dia per a l'expulsió). Ronnie proclama la seva innocència i el seu pare el creu, prou perquè demani una disculpa al Col·legi. Quan el col·legi es nega a restituir Ronnie, Arthur decideix portar l'afer als tribunals. Amb l'ajuda de la seva filla i Desmond Curry, advocat i amic de la família, el senyor Winslow decideix contractar el advocat més demandat a Anglaterra en aquell moment, Sir Robert Morton, conegut també per ser un agudíssim opositor al Parlament.
El govern no està disposat a permetre que el cas continuï. El Naval College és un representant de l'Almirallat i de la Corona, i, per tant, la legislació britànica presumeix que són infal·libles i per sobre de les qüestions; el seu judici només es pot posar en dubte amb el permís del fiscal general. No obstant això, després de debats acalorats a la Cambra dels Comuns, el govern cedeix, i el cas arriba a judici.
Catherine havia previst que Sir Robert declinés el cas, o com a molt, el tractés com una eina política; en canvi, és una qüestió de fet que hagi estat persuadit de la innocència de Ronnie per les seves respostes en interrogar-lo (de fet, una forma de reconeixement, per veure com se sostindria el jove Ronnie a la cort) en presència de la seva família. Catherine, sufragània d'esquerres, no s'entusiasma amb Morton, a qui considera fred i sense cor. A Catherine també li molesta el punt de vista de Sir Robert: és un oponent conservador del sufragi femení. "Sempre parla en contra del que és correcte", observa el seu pare, tot i que admira les seves habilitats legals. Morton, per la seva banda, òbviament està força emprenyat amb Catherine des del moment que la coneix a les seves oficines; més tard, la mira mentre arriba a la Cambra dels Comuns i mira les actuacions de la galeria de les dones.
Mentrestant, el cas crea una histèria mediàtica i posa un gran pes a la família Winslow: els seus fons s'esgoten ràpidament per cobrir les despeses legals. La salut física del senyor Winslow es deteriora sota la tensió i la felicitat de la llar de Winslows es destrueix. L'esposa d'Arthur, Grace, comença a preguntar-se si el problema real és la justícia o l'orgull tossut i insensat del pare. Obligada a fer sacrificis econòmics, Grace Winslow no vol adoptar la mesura dràstica d'acomiadar Violet, que ha estat la criada de la família durant més de vint anys. El fill gran, Dickie Winslow, ha d'abandonar Oxford a causa de la manca de diners que destrueix la seva oportunitat d'una carrera al servei civil. En canvi, es veu obligat a trobar feina al banc del seu pare. La proposta matrimonial de Catherine també ha desaparegut. El seu promès John Watherstone trenca el compromís davant l'oposició del seu pare (un coronel de l'exèrcit), obligant-la a considerar una oferta sincera i ben intencionada de matrimoni de Desmond, a qui no estima. Sir Robert també ha denegat el seu nomenament com a Lord Jutge en cap, en lloc de renunciar al cas. El menys afectat és Ronnie, que feliçment ha estat traslladat a una nova escola.
Al judici, Sir Robert (que treballa juntament amb Desmond Curry i la seva empresa) és capaç de desprestigiar bona part de les suposades proves. L'Almirallat, avergonyit i que ja no confia en la culpabilitat de Ronnie, retira bruscament tots els càrrecs contra ell, proclamant la total innocència del noi.
Quan arriba la seva victòria rotunda, cap membre de la família de Winslow no és present als tribunals. És Violet, la criada, qui explica als senyors Winslow i Catherine què ha passat al jutjat. Poc després, Sir Robert apareix a la llar de Winslows per compartir les bones notícies. La pel·lícula acaba amb el suggeriment que el romanç encara podria florir entre Sir Robert i Catherine, que reconeix que l'havia jutjat malament sempre.

## Repartiment
- Nigel Hawthorne - Arthur Winslow
- Rebecca Pidgeon - Catherine Winslow
- Jeremy Northam - Sir Robert Morton
- Guy Edwards - Ronnie Winslow
- Gemma Jones - Grace Winslow
- Matthew Pidgeon - Dickie Winslow
- Aden Gillett - John Watherstone
- Colin Stinton - Desmond Curry
- Sarah Flind - Violet
- Neil North - Primer Lord

## Guardons
- Premi a la millor actuació britànica per a Jeremy Northam al Festival Internacional de Cinema d'Edimburg.[5]
- Premi Los Charales al Festival de Cinema d'Ajijic
- Evening Standard British Film Awards de 2000 per Jeremy Northam.[6]
- Premi del London Film Critics' Circle de 2001.